# إبراهيم بن سعيد العبري
الشيخ إبراهيم بن سعيد العبري (12 ديسمبر 1896-14 مارس 1975) هو عالم دين مسلم، وكان مفتيا عاما لسلطنة عُمان.

## نسبه
من قبيلة العبريين
ويتصل نسبه إلى عبرة بن زهران بن كعب بن الحارث بن كعب بن عبد الله بن مالك بن نصر الأزدي.

## حياته
ولد في ولاية الحمراء بالمنطقة الداخلية في عمان. تولى في العشرين من عمره القضاء في الرستاق، ثم انتقل إلى نزوى. عينه السلطان سعيد بن تيمور قاضيا على صحار. بعد استقالته من منصب القضاء عينه الإمام محمد بن عبدالله الخليلي واليا وقاضيا على عبري. وبعد وفاة الإمام محمد بن عبدالله الخليلي أصبح قاضيا في مسقط إلى أن تولى السلطان قابوس بن سعيد مقاليد الحكم فعينه مفتيا عاما لسلطنة عمان واستمر في هذا المنصب إلى أن توفي سنة 1975.

## مؤلفاته
من مؤلفاته العلمية كتاب «تبصرة المعتبرين في تاريخ العبريين» وله أرجوزة من 50 بيتا بعنوان «هداية المجهول إلى ما يلزمه من الأدب في صحابة الرسول».

## وصلات خارجية
- الشيخ إبراهيم بن سعيد العبري.